# Santuario de Nuestra Señora de Lourdes (Villianur)
El Santuario de Nuestra Señora de Lourdes es un santuario mariano situado en la localidad de Villianur, en Pondicherry, parte del país asiático de la India. Este santuario católico está dedicado a la Virgen de Lourdes.
En 1867, los misioneros en Puducherry quisieron construir una capilla en Villianur que está a 13 kilómetros de Pondicherry, en el camino a Villupuram. Por lo tanto compraron un terreno en Villianur, a continuación, el procurador de la misión de Puducherry después de una larga negociación con las autoridades del templo hindú de Thirukameswarer Gogilambigai comenzó a construir una capilla en Kanuvapet en las afueras de Villianur.